# Wilhelm Ewald (Heraldiker)
Wilhelm Ewald (* 4. Juni 1878 in Köln; † 12. Mai 1955 ebenda) war ein deutscher Heraldiker, Siegelforscher und Professor für Geschichte. Er war Direktor des Rheinischen und Historischen Museums in Köln.
Ewald studierte zunächst Theologie in Bonn, dann Kunstgeschichte, Archäologie und Geschichte in Innsbruck. 1902 erfolgte die Promotion zum Dr. phil. Anschließend übernahm er einen Auftrag der Gesellschaft für Rheinische Geschichtskunde zur Schaffung des Corpus „Rheinische Siegel“. Ab 1906 erschienen die sechs Bände dieses Werkes.
Von 1906 bis 1911 lebte Ewald auf Burg Thurant bei Alken an der Mosel, wo er sich als Privatgelehrter seiner siegelkundlichen Arbeit widmete. 1914 erschien seine „Siegelkunde“, die heute noch europaweit höchstes Ansehen genießt. 
Ab 1911 war er mit dem Aufbau des Städtischen Museums (heute Clemens-Sels-Museum) in Neuss beauftragt, das 1912 eröffnet wurde. 
Während des Ersten Weltkrieges war Ewald als Lazarettinspektor in Frankreich eingesetzt und wurde dort zudem einem deutschen Gelehrtenstab für den Kunstschutz zugeteilt. Seine im Feld erstellte schriftliche und fotografische Dokumentation hierzu erschien 1919 in der gemeinsam mit Heribert Reiners verfassten Publikation „Kunstdenkmäler zwischen Maas und Mosel“. 
1924 erhielt er von der Stadt Köln den Auftrag, zusammen mit dem Wirtschaftshistoriker Bruno Kuske die „Jahrtausend-Ausstellung der Rheinlande“ 1925 vorzubereiten und durchzuführen. Am 1. Januar 1925 übernahm Ewald die Leitung des Historischen Museums in Köln (heute Kölnisches Stadtmuseum) als Nachfolger von Joseph Hansen, bald auch den Auftrag zum Aufbau des Rheinischen Museums und eine Dozententätigkeit an der Universität Köln. Das von Konrad Adenauer initiierte Rheinische Museum in Köln-Deutz, gedacht als rheinisches Zentralmuseum für die Zeit seit 800, eröffnet 1936, wurde von den Nationalsozialisten umbenannt in Haus der Rheinischen Heimat. 
Es gelang Ewald, das Museum ohne die ihm abverlangte Abteilung über die Entwicklung des Nationalsozialismus nach dem ursprünglichen Konzept aufzubauen, die von Ewald geplante Abteilung über das Judentum im Rheinland wurde jedoch von den Nationalsozialisten verboten. Ewald konnte die jüdischen Kunst- und Kultgegenstände aber weitgehend vor der Vernichtung bewahren und in Bergungsdepots über den Krieg retten. Es ist sein Verdienst, dass die Stadt Köln heute eine bedeutende Judaica-Sammlung besitzt. Für die Neugestaltung der Kölner Museumslandschaft entwickelte Ewald zukunftsweisende Ideen. Seine inhaltlich und museumspädagogisch moderne Konzeption fand in Fachkreisen hohe Anerkennung, u. a. durch die Goldmedaille auf der Weltausstellung 1937 in Paris.

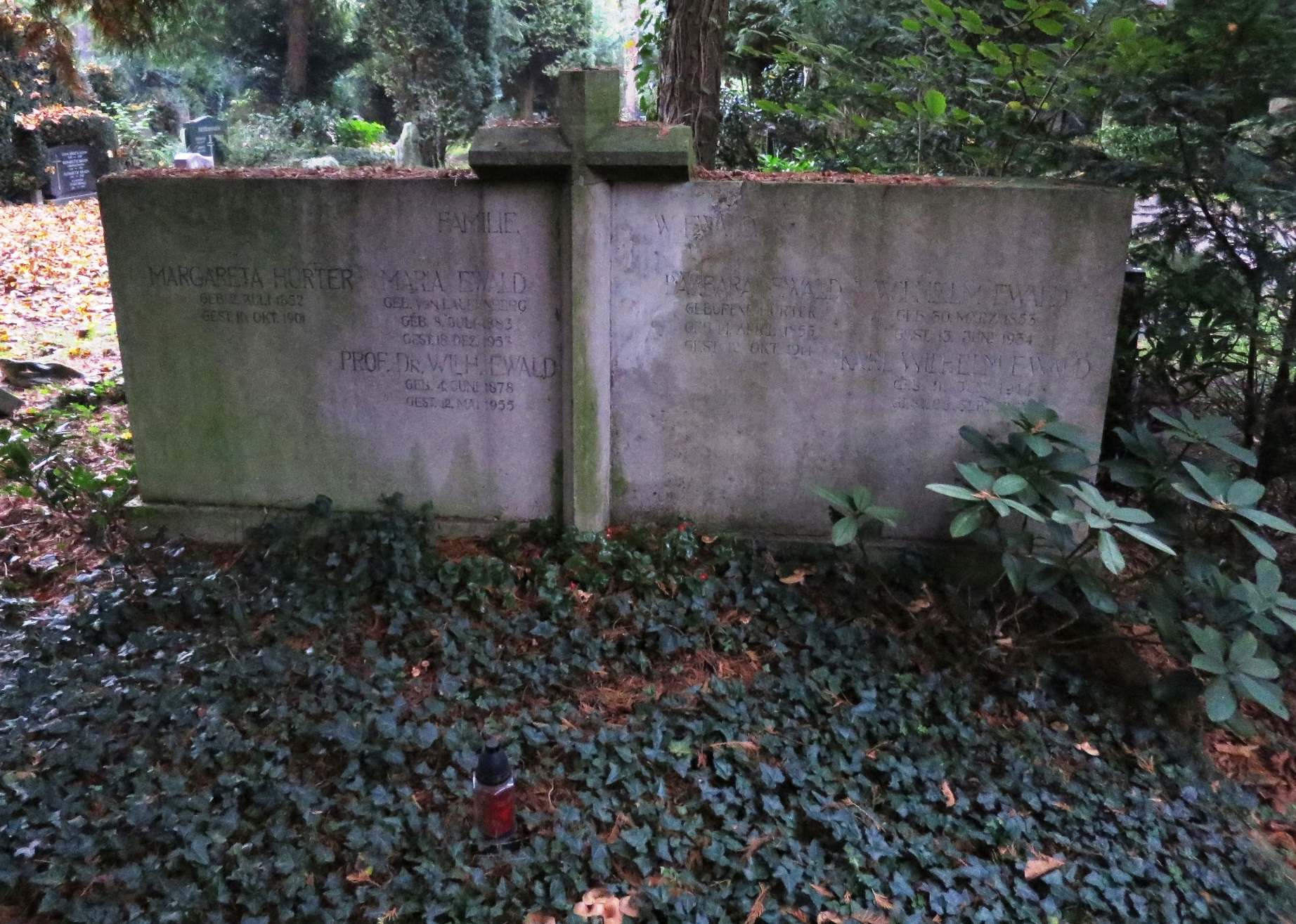
Ewalds Familiengrab auf dem Melaten-Friedhof

Im Zweiten Weltkrieg wurde er mit der Auslagerung der beweglichen Kunstwerke der Stadt Köln, seit 1946 mit deren Rückführung beauftragt. Seine über 10.000 Abgüsse umfassende Siegelsammlung befindet sich heute als Depositum im Historischen Archiv des Erzbistums Köln.
Wilhelm Ewald wurde auf dem Kölner Melaten-Friedhof (Flur 37) bestattet.
In Köln-Seeberg ist eine Straße nach ihm benannt.

## Schriften
- Rheinische Siegel. In: Publikationen der Gesellschaft für Rheinische Geschichtskunde. 27, Bonn 1906–1941 (6 Bände):
  - Bd. I: Die Siegel der Erzbischöfe von Köln (948–1795), Bonn 1906
  - Bd. II: Die Siegel der Erzbischöfe von Trier (956–1795), Bonn 1910
  - Bd. III: Die Siegel der Rhein. Städte u. Gerichte, Bonn 1931
  - Bd. IV: Siegel der Stifte, Klöster u. Geistl. Dignitäre, Bonn 1933–1941
  - Bd. V: Rhein. Siegelkunde, Bonn 1931
  - Bd. VI: Siegel der Grafen u. Herzöge v. Jülich, Berg, Kleve, Herrn v. Heinsberg, Bonn 1941
- Siegelmissbrauch und Siegelfälschung im Mittelalter, Trier 1911
- Siegelkunde, München-Berlin 1914
- mit Hugo Rathgens: Die Kunstdenkmäler der Stadt Köln, Bd. 1.4, hrsg. v. Paul Clemen (Die Kunstdenkmäler der Rheinprovinz 6.4), Düsseldorf 1916
- mit Heribert Reiners: Die Kunstdenkmäler zwischen Maas und Mosel, im Auftrag des Armee-Oberkommandos 5, Verlag F. Bruckmann, München 1919
- Die Entwicklung des Stadtplanes und der Befestigung von Neuss, Düsseldorf 1926
- Die Quirinuskirche in Neuss, Düsseldorf 1926
- Zur Geschichte des Rheinischen Schützenwesens, Köln 1930
- Beiträge zur rheinischen Siegel- und Wappenkunde, Bonn, 1931
- Die Rheinische Schützengesellschaften, Bonn 1933
- Rheinische Heraldik, Düsseldorf: Schwann 1934
- Das Mittelalterliche Schützenwesen. In: Wir Schützen, hrsg. v. Wilhelm Ewald, Duisburg 1938
- Das Hansahaus in Antwerpen, Köln 1941